# Governo provvisorio di Milano
Il governo provvisorio di Milano, nella storia del Risorgimento italiano, indica l'istituzione che governò Milano durante le Cinque giornate, portandola alla liberazione dagli austriaci, con trasformazione degli organismi della Municipalità, il cui podestà conte Gabrio Casati, assunse la direzione.
Al governo provvisorio, costituito in assoluta prevalenza di aristocratici di un moderato orientamento conservatore, è contrapposto il Consiglio di guerra, guidato dal repubblicano Carlo Cattaneo, insediatosi a Palazzetto Taverna, di posizioni politicamente più avanzate.
Fu il governo provvisorio ad invocare l'intervento del re di Sardegna, Carlo Alberto di Savoia, per tentare di trasformare in guerra regia la guerra di popolo, per usare la terminologia dello storico Carlo Jean in pubblicazioni edite a cura dello stato italiano.
Successivamente il gruppo di liberali milanesi che dopo il ritorno degli austriaci si preparavano per la riconquista della libertà, erano soliti radunarsi in una trattoria di Turro, allora paesino fuori porta. In ricordo di questo avvenimento il Comune di Milano ha chiamato la piazza dove sorgeva tale trattoria "Piazza Governo Provvisorio".

## L'anticipazione: la rivoluzione a Milano
In seguito alle rivoluzioni che colpirono ad inizio marzo Vienna, nel 1848 le strutture del potere civile del regno Lombardo-Veneto si trovavano in serio pericolo: il governatore di Milano von Spaur, era stato posto in congedo dopo anni di servizio ed aveva lasciato Milano il 6 marzo di quell'anno, mentre il viceré Ranieri si era ritirato a Verona nella notte del 17 marzo.
Dopo i primi incidenti avvenuti nel palazzo del governo il 18 marzo, il vicegovernatore provvisorio O'Donnell era stato costretto a firmare tre decreti con i quali si sarebbe soppressa la direzione della polizia (che era affidata a lombardi), concedeva la formazione della guardia civica e ordinava alla polizia stessa di consegnare le armi al municipio di Milano.
La situazione si fece incandescente anche nei giorni successivi, mentre da un lato l'amministrazione austriaca voleva frenare assolutamente ogni sintomo di ribellione temendo danni irreparabili e il podestà di Milano, Gabrio Casati, non intendeva prendere una decisione chiara sulla faccenda in quanto pretendeva solo ed esclusivamente di rappresentare la municipalità e non tutto il regno.

## I poteri nelle mani della municipalità di Milano
Quando la situazione divenne critica anche per le più elementari situazioni, il comune di Milano decise di prendere una decisione drastica ma necessaria: il 20 marzo Gabrio Casati assunse in comune tutti i poteri "in via interinale" e nominava un certo numero di collaboratori del municipio che avrebbero avuto ruoli di competenza e direzione nei vari rami. Così facendo, però, era chiaro che il comune milanese non avesse intenzione di cedere il potere al governo austriaco, differenziando nel contempo i ruoli tra lombardi ed austriaci.
Pur non assumendone formalmente il nome, dunque, la città di Milano assumeva il controllo di un governo provvisorio che reggesse le sorti dello stato in attesa che le ribellioni si acquietassero (in realtà forse in attesa di riuscire a proclamare una nuova forma di governo indipendente). La posizione ambigua della municipalità terminò definitivamente il 22 marzo 1848 quando il comune prese contatti con alcuni membri dello staff del re Carlo Alberto di Savoia, appoggiando l'idea della costituzione di un governo provvisorio retto da aristocratici locali e liberali. Facevano parte del governo provvisorio:

### Presidenza
- Presidente: Gabrio Casati
- Vicepresidente: Vitaliano Borromeo
- Segretario: Cesare Correnti
- Vicesegretario: Prospero Marchetti

### Ministeri
- Ministro della guerra: Pompeo Litta
- Ministro degli esteri: Giuseppe Durini

### Rappresentanti delle provincie
- Bergamo: Pietro Moroni
- Brescia: Antonio Dossi
- Como: Francesco Rezzonico
- Cremona: Annibale Grasselli
- Lodi e Crema: Luigi Anelli (patriota)
- Mantova: Anselmo Guerrieri
- Pavia: Girolamo Turroni
- Valtellina: Azzo Carbonera

### Altri membri
- Antonio Beretta
- Cesare Giulini della Porta
- Alessandro Porro
- Gaetano Strigelli
- Giacomo Sessa
- Marco Greppi
- Uberto Visconti di Modrone

## Iniziative politiche del nuovo governo
Oltre a rivolgere l'appello di aiuto a Carlo Alberto che il 23 marzo aveva deciso di entrare in guerra con l'Austria, il nuovo governo provvisorio non si distinse per consenso popolare per le decisioni prese in un primo tempo, a partire dal concordato del 26 marzo con il quale l'amministrazione comunale di Milano si impegnava a sostenere a proprie spese il vettovagliamento dell'esercito piemontese in Lombardia, in cambio dell'aiuto militare sabaudo. Il Generale Passalacqua, già comandante delle forze piemontesi, pretese anche che l'esercito lombardo assumesse degli ufficiali piemontesi ponendolo così di fatto sotto il controllo dei Savoia.
Il comune accettò pressato dagli insorgenti, ma le spese si fecero sempre più ingenti, rivelando l'imprudenza di molte scelte finanziarie operate dal neocostituito governo provvisorio.
Il bagliore della vittoria parziale sugli austriaci spinse l'amministrazione del governo provvisorio a preoccuparsi di redigere dei decreti per sciogliere e riorganizzare parte delle istituzioni cittadine quali il tribunale d'appello, il tribunale civile di prima istanza, il tribunale mercantile e di cambio e il tribunale criminale.

## Il tentativo di plebiscito col Piemonte
Il nuovo governo stabilito nell'area lombarda, sulla base degli accordi già siglati, si trovò a questo punto a dover affrontare la questione dell'annessione della Lombardia al Regno di Sardegna.
In seguito a un referendum che ebbe come risultato 560 000 favorevoli e solo 700 contrari, l'annessione venne infine formalizzata ma si era ormai al termine del grandioso progetto rivoluzionario incominciato nel 1848 e la situazione era ormai destinata a precipitare.

## La fine del governo provvisorio
Dopo l'approvazione del plebiscito popolare per l'annessione del milanese al Regno di Sardegna, il potere a Milano era ormai detenuto dall'aristocrazia e la popolazione non giocava ormai più alcun ruolo se non quello di morire negli scontri.
Dopo la battaglia di Vicenza del 10 giugno 1848 gli austriaci, inoltre, erano riusciti quasi completamente a riprendere il possesso di tutto il Veneto ad eccezione di Venezia che resisteva ancora con un proprio governo provvisorio indipendente da quello milanese.
Il 26 luglio, infine, l'esercito piemontese venne sconfitto a Custoza e il 29 luglio gli austriaci riuscirono a varcare l'Oglio. Il 5 agosto Carlo Alberto firmò la resa e i piemontesi si ritirarono definitivamente al di là del Ticino, mentre la città di Milano, in tumulto, restava ancora senza una direzione politica precisa.
Malgrado questa situazione nazionalmente ormai compromessa, il governo provvisorio di Milano era propenso ancora a voler difendere la città con l'aiuto delle truppe piemontesi e così, con il sostegno di Carlo Cattaneo e Giuseppe Mazzini, l'amministrazione milanese decise di istituire un comitato di pubblica difesa della città al fine di costituire un governo forte in grado di contrastare seriamente il rientro degli austriaci nella capitale.
Questo nuovo organo, entrato immediatamente in funzione dal giorno della sua istituzione, resse difatti le sorti di Milano nei giorni che precedettero il definitivo Armistizio di Salasco, prendendo provvedimenti di qualsiasi natura al fine di garantire il bene della comunità in un momento di disagio generale, ma mai si proclamò in governo indipendente in quanto esso era formalmente un prodotto del governo provvisorio. Esso prese decisioni veloci ed accorte come l'istituzione di una legione di sacerdoti da affiancare ai nuovi arruolati, requisendo denaro dalle famiglie più agiate e risorse di ogni genere dai magazzini, operazioni alle quali prese parte anche Giuseppe Garibaldi il quale si recò a Bergamo con un gruppo di volontari per intervenire in caso di emergenza. Ormai era però giunta al termine la gloriosa impresa del governo provvisorio milanese e nella notte tra il 4 ed il 5 agosto l'armistizio tra piemontesi ed austriaci venne concluso. 

### La restaurazione del Regno Lombardo-Veneto
Il 6 agosto a mezzogiorno il feldmaresciallo Josef Radetzky entrò trionfante a Milano e a conseguenza di ciò la maggior parte dei partecipanti alla lotta per la liberazione lascia Milano e nella stessa giornata il principe Felix Schwarzenberg, venne nominato governatore militare e tra le prime disposizione decise di destinare il Collegio di San Luca a ospedale militare, funzione che assolse per ben un decennio. Il principe rimase governatore militare della Lombardia fino al 1º settembre, quando gli succedette Franz von Wimpffen che durante il suo mandato, conclusosi il 24 settembre, eseguì diverse condanne a morte o al carcere dei rivoluzionari. Il 25 settembre infine si ristabilisce una situazione di relativa normalità e viene reinsediato Il conte Alberto Montecuccoli-Laderchi.